# Lohplatz
Lohplatz ist ein Ortsteil im Stadtteil Sand der Stadt Bergisch Gladbach  im Rheinisch-Bergischen Kreis.

## Lage und Beschreibung
Lohplatz liegt an der gleichnamigen Straße, die von der Sander Straße nach Norden zum Strundetal hin abfällt. Mittlerweile bildet Lohplatz mit den umliegenden Ortslagen einen geschlossenen Siedlungsbereich, so dass es nicht mehr eigenständig wahrgenommen wird.

## Etymologie
Der Name nimmt Bezug auf die alte Gewannenbezeichnung „In der Loh“. Der Flurname „Loh(e)“ leitet sich ab vom mittelhochdeutschen „lo“ (Baumrinde). Auf dem Lohplatz wurden die Stämme zusammengetragen, deren Rinde für die Lohgerberei benötigt wurde.

## Geschichte
Lohplatz war Teil der preussischen Bürgermeisterei Bergisch Gladbach im Kreis Mülheim am Rhein. Mit der Rheinischen Städteordnung wurde Gladbach 1856 Stadt, die dann 1863 den Zusatz Bergisch bekam. Der Ort ist auf der Preußischen Neuaufnahme von 1892 ohne Namen verzeichnet, später ist er auf Messtischblättern regelmäßig als Lohplatz oder ohne Namen verzeichnet.
In der Zeit nach dem Zweiten Weltkrieg wurden am Lohplatz sogenannte Volkswohnungen erbaut, um den Wohnungsbedarf der Nachkriegsjahre zu decken.
| Jahr | Einwohner | Wohn- gebäude | Kategorie |
| ---- | --------- | ------------- | --------- |
| 1895 | 9         | 2             | Wohnplatz |
| 1905 | 24        | 4             | Wohnplatz |